# Кевін Рейнольдс
Кевін Хел Рейнольдс (англ. Kevin Reynolds; нар. 17 січня 1952) — американський режисер і сценарист. Відомий за фільмами «Фанданго» (1985), «Робін Гуд: Принц злодіїв» (1991), «Водний світ» (1995) та «Граф Монте-Крісто» (2002). Номінований на премію «Еммі» за історичний міні-серіал «Хетфілди та Маккої».

## Раннє життя
Народився в Сан-Антоніо, штат Техас в сім'ї колишнього президента Бейлорського університету Герберта Х. Рейнольдса.

## Кар'єра
Рейнольдс досяг перших успіхів, написавши (у співавторстві з Джоном Міліусом) сценарій хіта часів холодної війни «Червоний світанок» 1984 року, а також написавши сценарій та зрежисувавши фільм «Фанданго» 1985 року, продюсером якого виступив Стівен Спілберг.
Він розпочав тривалу дружбу з Кевіном Костнером після зйомок фільму «Фанданго». Пізніше Рейнольдс консультував Костнера за лаштунками вестерну «Танці з вовками» (1990), зокрема під час зйомок сцен полювання на буйволів, де Рейнольдс виступив режисером другого плану. 
Костнер знову зіграє головну роль в фільмі «Робін Гуд: Принц злодіїв». Пізніше Костнер спродюсує фільм Рейнольдса «Рапа-Нуї» 1994 року.
Костнер запросив Рейнольдса зняти постапокаліптичний фільм «Водний світ» (1995). На середині зйомок виробничі проблеми призвели до конфлікту між ними. Повідомлялося, що Рейнольдс пішов наприкінці пост-продакшну, залишивши зірку і продюсера Костнера наглядати за завершенням монтажу. Друзі перестали спілкуватися; Пізніше Рейнольдс сказав про Костнера: «Кевін повинен зніматися лише у фільмах, які він режисерує. Таким чином він зможе працювати зі своїм улюбленим актором і режисером». Пізніше Рейнольдс і Костнер знову возз'єдналися, щоб записати коментарі для розширеного спеціального видання DVD «Робін Гуд: Принц злодіїв».
Далі Рейнольдс зняв драматичний трилер «Один вісім сім» (1997), у якому Семюель Л. Джексон отримав першу головну роль. Останніми режисерськими роботами на довгий час стали дві адаптації: «Граф Монте-Крісто» у 2002 році та «Трістан та Ізольда» у 2006 році.
Рейнольдс та Костнер знову працювали разом над історичним міні-серіалом «Гетфілди та МакКої» у 2012 році. Міні-серіал був номінований на 16 премій Primetime Emmy Awards, включаючи одну для Рейнольдса за режисуру.
У 2013 році Рейнольдса запросили на посаду режисера для запланованого проекту «Воскресіння Ісуса Христа», фільму, задуманого як «неофіційне продовження» «Страстей Христових», що зображає дні після Воскресіння Христа, за сценарієм Пола Аєлло.  Фільм розповідається з точки зору римського трибуна, якому Понтій Пілат наказав розслідувати зростаючі чутки про воскресіння єврейського месії та знайти зникле тіло Ісуса з Назарету, щоб придушити неминуче повстання в Єрусалимі. У 2016 році фільм вийшов на екрани під назвою «Воскресіння».

## Фільмографія

### Фільми
| Рік  | Назва                    | Режисер | Сценарист | Примітки                                                             |
| ---- | ------------------------ | ------- | --------- | -------------------------------------------------------------------- |
| 1980 | Proof                    | Так     | Так       | Короткометражний фільм                                               |
| 1984 | Червоний світанок        | Ні      | Так       |                                                                      |
| 1985 | Фанданго                 | Так     | Так       |                                                                      |
| 1988 | Звір                     | Так     | Ні        | Приз глядацьких симпатій імені Роксанни Т. Мюллер за найкращий фільм |
| 1991 | Робін Гуд: Принц злодіїв | Так     | Ні        |                                                                      |
| 1994 | Рапа-Нуї                 | Так     | Так       |                                                                      |
| 1995 | Водний світ              | Так     | Ні        | Номінація – Премія "Золота малина" за найгіршу режисуру              |
| 1997 | Один вісім сім           | Так     | Ні        | Номінація – Гран-прі Токіо                                           |
| 2002 | Граф Монте-Крісто        | Так     | Ні        |                                                                      |
| 2006 | Трістан та Ізольда       | Так     | Ні        |                                                                      |
| 2016 | Воскресіння              | Так     | Так       |                                                                      |

### Телебачення
| Рік  | Назва              | Примітки |
| ---- | ------------------ | --- |
| 1986 | Дивовижні історії  | Епізод: "You Gotta Believe Me" |
| 2012 | Хетфілди та Маккої | Міні-серіал; Bronze Wrangler за найкращий документальний вестерн Номінація – Премія Гільдії режисерів Америки за найкращу режисуру – міні-серіал або телефільм Номінація – Нагорода Асоціації онлайн кіно і телебачення за найкращу режисуру повнометражного фільму або міні-серіалу Номінація – Премія «Еммі» за найкращу режисуру міні-серіалу, антології або телефільму |